# ФК Гамба Осака
Гамба Осака (јап. ガンバ大阪) јапански је фудбалски клуб из Суите.

## Име
- ФК Мацушита (јап. 松下電器産業サッカー部, 1980—1992)
- ФК Гамба Осака (јап. ガンバ大阪, 1993—)

## Успеси

### Национални
Првенство
- Фудбалска друга лига Јапана: 1985/86.
- Џеј 1 лига: 2005, 2014.
- Џеј 2 лига: 2013.

Куп
- Сениорско фудбалско првенство Јапана: 1983.
- Куп Џеј лиге: 2007, 2014.
- Царев куп: 1990, 2008, 2009, 2014, 2015.
- Суперкуп Јапана: 2007, 2015.

### Континентални
- АФК Лига шампиона: 2008.